# Asagena brignolii
Asagena brignolii is een spinnensoort in de taxonomische indeling van de kogelspinnen (Theridiidae).
Het dier behoort tot het geslacht Asagena. De wetenschappelijke naam van de soort werd voor het eerst geldig gepubliceerd in 1996 door Knoflach.